# Lijst van natuurgebieden in Peru
De nationale dienst SERNANP (Servicio Nacional de Áreas Naturales Protegidas por el Estado) in Peru erkent 211 beschermde natuurgebieden (areas naturales protegidas, ANP). De belangrijkste natuurgebieden (76 ANP’s) worden nationaal bestuurd (administración nacional), de rest (135 ANP’s) worden regionaal of privaat bestuurd (administración regional y privada). 
De lijst hieronder vermeldt 51 nationaal bestuurde natuurgebieden (ANP’s). Hier niet opgesomd zijn de 14 nationale parken en de 11 zones met overgangsregeling (estatus transitorio). De oppervlakten staan tussen haakjes, in km².
Nationale erfgoedgebieden (santuarios nacionales)
- Santuario Nacional de Huayllay (68,15)
- Santuario Nacional de Calipuy (45)
- Lagunas de Mejía (6,91)
- Santuario Nacional de Ampay (36,36)
- Santuario Nacional los Manglares de Tumbes (29,72)
- Megantoni (2158,69)
- Pampa Hermosa (115,44)
- Tabaconas - Namballe (321,25)
- Cordillera de Colán (392,16)

Historische erfgoedgebieden (santuarios historicos)
- Chacamarca (25)
- Santuario Historico de la Pampa de Ayacucho (3)
- Santuario Historico de Machupicchu (325,92)
- Bosque de Pómac (58,87)

Nationale reservaten (reservas nacionales)
- Pampa Galeras Bárbara d'Achille (65)
- Reserva Nacional de Junín (530)
- Reserva Nacional de Paracas (3350)
- Reserva Nacional de Lachay (50,70)
- Reserva Nacional del Titicaca (361,80)
- Reserva Nacional de Salinas y Aguada Blanca (3669,36)
- Reserva Nacional de Calipuy (640)
- Pacaya - Samiria (20800)
- Tambopata (2746,90)
- Allpahuayo  Mishana (580,70)
- Reserva Nacional de Tumbes (192,67)
- Matsés (4206,35)
- Islas, islotes y puntas guaneras (1408,33)
- Pucacuro (6379,54)
- San Fernando (1547,16)

Beschermde wildleefgebieden (refugios de vida silvestre)
- Laquipampa (83,29)
- Los Pantanos de Villa (2,63)
- Bosques Nublados de Udima (121,83)

Landschapsreservaten (reservas paisajísticas)
- Nor Yauyos - Cochas (2212,68)
- Subcuenca del Cotahuasi (4905,50)

Communale reservaten (reservas comunales)
- Yanesha (347,45)
- El Sira (6164,13)
- Amarakaeri (4023,36)
- Asháninka (1844,68)
- Machiguenga (2189,06)
- Purus (2020,33)
- Tuntanain (949,68)
- Chayu Nain (235,98)
- Airo Pai (2478,88)
- Huimeki (1412,34)

Beschermde bossen (bosques de proteccion)
- Aledaño a la Bocatoma del Canal Nuevo Imperial (0,18)
- Puquio Santa Rosa (0,73)
- Pui Pui (600)
- Bosques de Proteccion de San Matías - San Carlos (1458,18)
- Bosques de Proteccion de Pagaibamba (20,78)
- Alto Mayo (1820)

Jachtreservaten (cotos de caza)
- El Angolo (650)
- Sunchubamba (597,35)